# 硫酸氢钾
硫酸氢钾（化学式：KHSO4）是钾的硫酸氢盐。自然界中以罕见的重钾矾和纤重钾矾存在。它属于酸式盐，酸性很强，一般在红酒工业和分析化学中用作酸性试剂。水溶液与硫酸钾和硫酸混合溶液类似，若与乙醇混合，则沉淀出不溶的硫酸钾。